# MacArthur (BART)
MacArthur es una estación en las líneas Richmond–Millbrae, Pittsburg/Bay Point–SFO/Millbrae y Richmond–Fremont del BART. La estación se encuentra localizada en 555 40th Street en Oakland, California. La estación MacArthur fue inaugurada el 11 de septiembre de 1972.  Distrito de Transporte Rápido del Área de la Bahía es la encargada por el mantenimiento y administración de la estación.

## Descripción
La estación MacArthur cuenta con 2 plataformas centrales y 4 vías. La estación también cuenta con 602 de espacios de aparcamiento.

## Conexiones
La estación es abastecida por las siguientes conexiones de autobuses: 
- Rutas del AC Transit
Emery Go-Round